# Jean-Pierre Bruyas
Jean-Pierre Bruyas est un homme politique français né le 24 septembre 1763 à Montbrison (Loire) et décédé le 20 septembre 1843 à Lyon (Rhône).
Juge au tribunal d'appel de Lyon en 1800, il est président du tribunal criminel de la Loire, puis président de chambre à la cour impériale de Lyon. Chevalier d'Empire en 1809, il est député de la Loire en 1815 pendant les Cent-Jours.
Il est un cousin issu de germains d'un ancêtre à la 5e génération de Pierre Bruyas. 

## Sources
- « Jean-Pierre Bruyas », dans Adolphe Robert et Gaston Cougny, Dictionnaire des parlementaires français, Edgar Bourloton, 1889-1891 [détail de l’édition]

1. ↑  « Généalogie de Jean Pierre BRUYAS (2) », sur Geneanet (consulté le 14 mai 2023)